# Tino
Tino és una illa italiana situada al mar de Ligúria, a l'extrem més occidental del golf de La Spezia. És part d'un arxipèlag de tres illes molt properes entre si que sobresurten al sud del continent a Porto Venere. La més gran de les tres, Palmaria, es troba al nord i la petita Tinetto al sud.
Està inscrita a la llista del Patrimoni de la Humanitat de la UNESCO des del 1997.